# Xinzhen
Xinzhen (chinesisch 新鎮街道 / 新镇街道, Pinyin Xīnzhèn Jiēdào) ist ein kleines Straßenviertel von 1,72 km² im  südwestlichen Stadtbezirk Fangshan der chinesischen Hauptstadt Peking.
Im Juni 2023 hatte Xinzhen gut 9000 registrierte Einwohner und eine ständige Bevölkerung, ohne anderswo in China lebende Einwohner aber inklusive Studenten aus anderen Landesteilen, von etwa 7300 Personen, darunter 2670, also fast 37 %, Rentner über 60 Jahren.

## Geschichte
Das Gebiet von Xinzhen war ursprünglich der südliche Teil der Gemeinde Tuoli (坨里乡, heute ein Verwaltungsdorf der Großgemeinde Qinglonghu) des Kreises Fangshan. Die Gegend war während der Yuan-Dynastie durch zahlreiche Massaker weitgehend entvölkert worden. Ab 1370, zu Beginn der Ming-Dynastie, wurden Landwirte aus dem Südwesten der Provinz Shanxi in das Gebiet zwangsumgesiedelt, um das Ödland wieder zu kultivieren.
Das Bevölkerungswachstum hielt sich jedoch in Grenzen. Anfang der 1950er Jahre gab es dort zwar viel Ackerland, aber kaum größere Dörfer.
Eben wegen dieser trotz der Nähe zu Peking relativen Abgeschiedenheit wurde die Gemeinde Tuoli 1955 als Standort für einen aus der Sowjetunion importierten Schwerwasserreaktor mit einer Leistung von 7 MW gewählt. Das ab Oktober 1955 errichtete Reaktorgebäude hieß zunächst „Fabrik 601“ (601厂). Am 27. September 1958 ging der „Reaktor 101“ in Betrieb.
Als Guo Moruo, der Präsident der Chinesischen Akademie der Wissenschaften, im Sommer 1958 die Baustelle mit Forschungsreaktor, Labors und Wohnheimen besichtigte, nannte er den Komplex spontan  „Xinzhen“ – „Neue Stadt“.
Das ab 1959 offiziell „Institut 401“ (401所) genannte Kernforschungszentrum mit einer Graduiertenschule in der heutigen Einwohnergemeinschaft Yuanxin-Straße, die 1956 den Lehrbetrieb aufgenommen hatte, gehörte ab 1958 zur Volkskommune Liangxiang, ab 1961 zu der von dort ausgegliederten Volkskommune Tuoli. Die Wissenschaftler arbeiteten jedoch nicht auf den Feldern mit, sondern befassten sich mit Grundlagenforschung für den Bordreaktor des atomgetriebenen Jagd-U-Boots Typ 091 sowie der Herstellung von Urandioxid und Urantetrafluorid für die chinesische Atombombe. Im April 1966, am Vorabend der Kulturrevolution, wurde das Institut 401 mit Genehmigung des Staatsrats der Volksrepublik China aus der damaligen Volkskommune Tuoli herausgelöst und unter dem Namen „Xinzhen“ zu einer Großgemeinde mit eigener Regierung erhoben.
Am 28. Juli 1983 wurde der Kreis Fangshan gegründet, die ehemaligen Volkskommunen wurden im Zuge der Reform- und Öffnungspolitik wieder in Gemeinden umgewandelt. Xinzhen blieb zunächst eine Großgemeinde. Im Februar 1987 wurde der Kreis Fangshan mit dem westlich davon gelegenen, nach dem Yan-Gebirge benannten Bezirk Yanshan (燕山区) zum Stadtbezirk Fangshan vereinigt, und im Februar 1990 wurde die Großgemeinde Xinzhen von der Pekinger Stadtregierung in ein Straßenviertel umgewandelt. Das Institut 401 wurde am 1. Dezember 1984 aus der Chinesischen Akademie der Wissenschaften herausgelöst und heißt seitdem „Chinesisches Forschungsinstitut für Atomenergie“, es untersteht heute der China National Nuclear Corporation.
Xinzhen ist im Prinzip eine Werkssiedlung – die Verantwortung für Stromversorgung, Müllabfuhr etc. teilen sich die Firma und die Stadtbezirksregierung von Fangshan.

## Administrative Gliederung
Das Straßenviertel Xinzhen besteht aus zwei Einwohnergemeinschaften:
- Einwohnergemeinschaft Dongping-Straße (东平街社区), Regierungssitz des Straßenviertels
- Einwohnergemeinschaft Yuanxin-Straße (原新街社区)

## Sehenswürdigkeiten
Der Reaktor 101 wurde im Dezember 2007 abgeschaltet, am 7. Oktober 2019 wurden das Reaktorgebäude und ein 1955 ebenfalls aus der Sowjetunion importiertes Zyklotron mit einem Durchmesser von 1,2 m vom Staatsrat auf die Liste der Denkmäler der Volksrepublik China gesetzt.
Für den Reaktor selbst wurde am 4. November 2019 die Genehmigung zum Rückbau erteilt.
Das Reaktorgebäude liegt im Zentrum des Institutsgeländes. Für die Öffentlichkeit leichter zu erreichen ist das Museum für Wissenschaft und Technik der chinesischen Atomindustrie (中国核工业科技馆), ein moderner, dreistöckiger Halbrund-Bau direkt an der Nationalstraße 234. Mit historischen Aufnahmen, mehr als 100 Original-Ausstellungsstücken wie alten Brennstäben, Schutzkleidung etc. sowie 30 Modellen von Atomkraftwerken und ihren Einrichtungen wird auf gut 7000 m² Ausstellungsfläche die zivile und militärische Nutzung der Kerntechnik in China vorgestellt.

## Verkehrsanbindung
Die Nationalstraße 234 von Xinglong nördlich von Peking nach Yangjiang in der südlichen Küstenprovinz Guangdong durchquert Xinzhen in Nord-Süd-Richtung. Westlich am Institutsgelände vorbei verläuft die Autobahn Peking–Kunming, die südlich von Xinzhen über die Staatsstraße S326 mit der  6. Ringstraße verbunden ist, dem zweitäußersten Autobahnring Pekings.